# Ampedus talamellii
Ampedus talamellii е вид бръмбар от семейство Полски ковачи (Elateridae).

## Разпространение
Този вид е разпространен в Испания.